# سيرفينيا (أين)
سيرفينيا (بالفرنسية: Servignat)‏ هي بلدية فرنسية تقع في إقليم الأين في فرنسا. رمز إنسي لها هو:1406. أما الرمز البريدي لها فهو: 1560.